# Khu bảo tồn hổ thung lũng Hukawng
Khu bảo tồn hổ thung lũng Hukawng (Miến Điện: ဟူကောင်း ကျား ထိန်းသိမ်းရေး နယ်မြေ [hùkáʊɴ tɕá t ʰ éɪɴ θéɪɴ Je nɛ mjè]) là một khu bảo tồn động vật hoang dã nằm trong thung lũng Hukawng, gần Tanai trong Quận Myitkyina của bang Kachin, Miến Điện(Myanmar). Hukawng là thung lũng bảo tồn hổ có diện tích 21.890 km ². Chính phủ Miến Điện cũng đã quy hoạch 6500 km ² của thung lũng để bảo tồn rừng. Đây chính là khu bảo tồn hổ lớn nhất thế giới.
Theo một báo cáo của Hiệp hội bảo tồn động vật hoang dã được phát hành vào tháng 10 năm 2010, chỉ có 50 con hổ vẫn còn trong sinh sống trong thung lũng Hukawng. (Trên thế giới chỉ còn khoảng 3.500 con hổ còn sót, trong đó chỉ có hơn 1.000 con cái có thể sinh sản.) Toàn bộ khu bảo tồn bao gồm 35 loài động vật có vú ngoài hổ thì còn có báo, voi, gấu và các loài khỉ, hơn 370 loài chim, 46 loài ếch, 37 loài cá nước ngọt, 4 loài rùa, các loài bướm và 13.500 loài thực vật.